# Neptidopsis morgani
Neptidopsis morgani är en fjärilsart som beskrevs av Doubleday 1848. Neptidopsis morgani ingår i släktet Neptidopsis och familjen praktfjärilar. Inga underarter finns listade i Catalogue of Life.